# Amerosporiopsis
Amerosporiopsis är ett släkte av svampar. Amerosporiopsis ingår i divisionen sporsäcksvampar och riket svampar.